# Simona Kossak
Simona Gabriela Kossak (Cracovia, 30 maggio 1943 – Białystok, 15 marzo 2007) è stata una biologa ed ecologa polacca.
Professoressa di scienze forestali, è nota per i suoi sforzi per preservare i resti degli ecosistemi naturali in Polonia. Il suo lavoro ha riguardato, tra le altre cose, l'ecologia comportamentale dei mammiferi. A volte si riferiva a se stessa come una "zoo-psicologa".

## Biografia
Kossak nacque a Cracovia, durante la seconda guerra mondiale, quando la città era occupata dalle forze tedesche.
Conseguì la laurea triennale e magistrale in Biologia nel 1976. Nel 1980, il Consiglio scientifico dell'Istituto di ricerca forestale conferì a Kossak il dottorato di ricerca in Scienze forestali sulla base della sua tesi di dottorato Ricerca sulla situazione trofica del capriolo nell'habitat della foresta mista fresca di conifere nella foresta primordiale di Białowieża e, nel 1991, il titolo post-dottorato in Scienze forestali sulla base della sua tesi di post-dottorato Determinanti ambientali e intraspecifici del comportamento alimentare del capriolo (Capreolus capreolus L.) nell'ambiente forestale. Nel 1997, ha ricevuto il titolo accademico di Professore di Scienze forestali.
Kossak ha lavorato presso l'Istituto di ricerca sui mammiferi dell'Accademia polacca delle scienze a Białowieża e presso l'Istituto di ricerca forestale presso il Dipartimento delle foreste naturali, dove è stata direttrice dal gennaio 2003 fino alla sua morte nel 2007. È stata anche una delle ideatrici del repellente UOZ-1, un dispositivo che avvisa gli animali selvatici del passaggio dei treni. Nell'ottobre 2000, Kossak è stata insignita della Croce d'oro al merito.
Kossak era nota per le sue opinioni intransigenti e per le sue azioni a favore della protezione della natura, in particolare nella foresta di Białowieża, dove visse per oltre 30 anni nell'antica casa forestale "Dziedzinka".

## Vita privata
Kossak proveniva da una nota famiglia di artisti: era la figlia del pittore Jerzy Kossak, sorella di Gloria Kossak, nipote del pittore Wojciech Kossak e pronipote di Juliusz Kossak e nipote di Magdalena Samozwaniec e Maria Pawlikowska-Jasnorzewska, poetessa. Lech Wilczek, naturalista, fotografo e scrittore, fu il compagno di tutta la vita di Kossak.

## Eredità
Nel 2024, la vita di Kossak è stata oggetto di un film biografico drammatico diretto e scritto da Adrian Panek, dal titolo Simona Kossak. Il film ha come protagonista Sandra Drzymalska ed è stato presentato in anteprima al 24° New Horizons International Film Festival nel luglio 2024.

## Pubblicazioni
- Trzy żywioły, Marginesy, Warszawa 2022, ISBN 978-83-67262-07-1
- O zwierzętach i przyrodzie z płytą CD, Fundacja Sąsiedzi, Białystok 2019, ISBN 978-83-64505-80-5
- O ziołach i zwierzętach, wznowienie publikacji z 1995 r. pod zmienionym tytułem, wydanie I – Marginesy, Warszawa 2017, ISBN 978-83-65586-69-8; wydanie II (zmieniony projekt okładki, oprawa twarda) – Marginesy, Warszawa 2017, ISBN 978-83-65780-72-0
- Opowieści z Dziedzinki, Fundacja Sąsiedzi, Białystok 2017, ISBN 978-83-64505-47-8
- Opowieści, Fundacja Sąsiedzi, 2016, ISBN 978-83-64505-28-7
- Gawędy Simony Kossak, Regionalna Dyrekcja Ochrony Środowiska w Białymstoku, Białystok 2011, ISBN 978-83-930244-3-8 (całość), wydanie niekomercyjne w trzech tomach[3]:
Powietrze, z odcinkami serii Rok w puszczy na płycie DVD, ISBN 978-83-930244-5-2
Woda, z odcinkami serii Rok w puszczy na płycie DVD, ISBN 978-83-930244-4-5
Ziemia, z odcinkami serii Rok w puszczy na płycie DVD, ISBN 978-83-930244-6-9
- Dlaczego w trawie piszczy? Gawędy Simony Kossak, wydanie niekomercyjne – album i cztery audiobooki (CD mp3), Regionalna Dyrekcja Ochrony Środowiska w Białymstoku, Białystok 2010; wyd. II 2015
- Serce i Pazur. O uczuciach zwierząt, Publikator, 2010, ISBN 978-83-86462-10-0; wydanie II – MPEC, 2010; wydanie III – Marginesy, Warszawa 2019, ISBN 978-83-66140-23-3
- Saga Puszczy Białowieskiej, Oficyna Wydawnicza Muza, Warszawa 2001, ISBN 83-7200-797-7; wydanie II – Marginesy, Warszawa 2016, ISBN 978-83-65282-70-5; wydanie III (zmieniony projekt okładki, oprawa twarda) – Marginesy, Warszawa 2018, ISBN 978-83-65973-40-5
- Wilk – zabójca zwierząt gospodarskich?, Agencja Reklamowo-Wydawnicza A. Grzegorczyk, Warszawa 1998, ISBN 83-86902-57-4
- Opowiadania o ziołach i zwierzętach – zgodnie z naturą swojego gatunku, Alfa-Wero, Warszawa 1995, ISBN 83-7001-878-5